# Вангел Тръпков
Вангел Петров Тръпков е български политик от Българската комунистическа партия (БКП).

## Биография
Роден е на 29 юли 1922 г. в солунското село Горно Куфалово. Членува в Работническия младежки съюз (РМС) от 1938 г. и в БКП от 1944 г. За дейността си е осъждан на затвор. В годините на Втората световна война е партизанин в партизанския отряд „Васил Левски“. След Деветосептемврийския преврат от 1944 г. е секретар на Околийския комитет на БКП в Поморие, а по-късно е завеждащ отдел в Окръжния комитет на БКП в Бургас. Известно време е председател на Изпълнителния комитет на Окръжния народен съвет. От 19 ноември 1966 до 2 април 1976 г. е кандидат-член на Централния комитет на БКП. От 1974 г. е генерален консул на Народна република България в Съветския съюз.
Баща е на дипломата Златин Тръпков.